# Pompo, la màgia del cinema
Pompo, la màgia del cinema (映画大好きポンポさん, Eiga Daisuki Ponpo-san) és una pel·lícula de comèdia dramàtica d'anime del 2021 escrita i dirigida per Takayuki Hirao. Està basada en el manga homònim de Shogo Sugitani. És protagonitzada per les veus originals de Konomi Kohara, Hiroya Shimizu, Ai Kakuma, Akio Otsuka, Ryuichi Kijima i Rinka Otani. El 2025 es van estrenar els subtítols en català a càrrec de Jonu Media.
Inicialment, la seva estrena als cinemes estava prevista per a algun moment del 2020, però es va ajornar fins al 19 de març de 2021. Tanmateix, la pel·lícula es va ajornar encara més a causa de la pandèmia de la COVID-19. La pel·lícula es va estrenar el 4 de juny de 2021 als cinemes japonesos.